# La Vuelta Femenina 2025
La Vuelta Femenina de 2025 fue la edición número 11 de la Vuelta Femenina a España. Se celebró entre el 4 y el 10 de mayo de 2025. Tuvo en total 7 etapas, con el comienzo en Barcelona y el final en Asturias. La campeona fue la ciclista Demi Vollering, por segunda vez. Las siete pruebas realizadas fueron ganadas por una ciclista de Países Bajos.

## Equipos
| translation for headoftableIII_translate index 58 not found (13)- AG Insurance-Soudal Team - Canyon//SRAM zondacrypto - FDJ-Suez - Fenix-Deceuninck - Human Powered Health - Lidl-Trek - Liv AlUla Jayco - Movistar Team - Team Picnic PostNL - Team SD Worx-Protime - Team Visma \| Lease a Bike - UAE Team ADQ - Uno-X Mobility Unknown team category (8)- Cofidis Women Team - EF Education-Oatly - Laboral Kutxa-Fundación Euskadi - Bepink-Imatra-Bongioanni - Eneicat-CMTeam - Lotto Ladies - Team Coop-Repsol - Arkéa-B&B Hotels Women |
| |

## Etapas
| Etapa     | Fecha     | Recorrido                                 | type                     | Distancia (km) | Ganador              | Líder               |
| --------- | --------- | ----------------------------------------- | ------------------------ | -------------- | -------------------- | ------------------- |
| 1.ª etapa | 4 de may  | Barcelona – Barcelona                     | contrarreloj por equipos | 8              | Lidl-Trek            | Ellen van Dijk      |
| 2.ª etapa | 5 de may  | Molins de Rey – San Baudilio de Llobregat | etapa escarpada          | 99             | Marianne Vos         | Letizia Paternoster |
| 3.ª etapa | 6 de may  | Barbastro – Huesca                        | etapa llana              | 132            | Femke Gerritse       | Femke Gerritse      |
| 4.ª etapa | 7 de may  | Pedrola – Borja                           | etapa de media montaña   | 111            | Anna van der Breggen | Femke Gerritse      |
| 5.ª etapa | 8 de may  | Golmayo – Lagunas de Neila                | etapa de montaña         | 120            | Demi Vollering       | Demi Vollering      |
| 6.ª etapa | 9 de may  | Becerril de Campos – Baltanás             | etapa llana              | 126            | Marianne Vos         | Demi Vollering      |
| 7.ª etapa | 10 de may | La Robla – Alto de Cotobello              | etapa de montaña         | 152            | Demi Vollering       | Demi Vollering      |

## Desarrollo de la carrera

### 1.ª etapa
| Barcelona - Barcelona | contrarreloj por equipos | (8 km) |

| \| Clasificación de la etapa \| Clasificación de la etapa \| Clasificación de la etapa \| Clasificación de la etapa \| Clasificación de la etapa \| \| Ciclista \| Ciclista \| Equipo \| Tiempo \| \| \| ------------------------- \| -------------------------- \| ------------------------- \| ------------------------- \| ------------------------- \| \| 1.º \| Lidl-Trek \| \| 9 min 30 s \| \| \| 2.º \| Team SD Worx-Protime \| \| + 3 s \| \| \| 3.º \| Liv AlUla Jayco \| \| + 3 s \| \| \| 4.º \| FDJ-Suez \| \| + 6 s \| \| \| 5.º \| Canyon//SRAM zondacrypto \| \| + 8 s \| \| \| 6.º \| Team Picnic PostNL \| \| + 9 s \| \| \| 7.º \| Movistar Team \| \| + 16 s \| \| \| 8.º \| EF Education-Oatly \| \| + 16 s \| \| \| 9.º \| Human Powered Health \| \| + 20 s \| \| \| 10.º \| Team Visma \\| Lease a Bike \| \| + 21 s \| \| |                            |        |            |
| |                            |        |            |
| Fuente: ProCyclingStats |                            |        |            |
| Clasificación de la etapa |                            |        |            |
| Ciclista | Ciclista                   | Equipo | Tiempo     |
| 1.º | Lidl-Trek                  |        | 9 min 30 s |
| 2.º | Team SD Worx-Protime       |        | + 3 s      |
| 3.º | Liv AlUla Jayco            |        | + 3 s      |
| 4.º | FDJ-Suez                   |        | + 6 s      |
| 5.º | Canyon//SRAM zondacrypto   |        | + 8 s      |
| 6.º | Team Picnic PostNL         |        | + 9 s      |
| 7.º | Movistar Team              |        | + 16 s     |
| 8.º | EF Education-Oatly         |        | + 16 s     |
| 9.º | Human Powered Health       |        | + 20 s     |
| 10.º | Team Visma \| Lease a Bike |        | + 21 s     |

| \| Clasificación general \| Clasificación general \| Clasificación general \| Clasificación general \| Clasificación general \| \| Ciclista \| Ciclista \| Equipo \| Tiempo \| \| \| --------------------- \| --------------------- \| --------------------- \| --------------------- \| --------------------- \| \| 1.ª \| Ellen van Dijk \| Lidl-Trek \| 9 min 30 s \| \| \| 2.ª \| Riejanne Markus \| Lidl-Trek \| + 0 s \| \| \| 3.ª \| Niamh Fisher-Black \| Lidl-Trek \| + 0 s \| \| \| 4.ª \| Anna Henderson \| Lidl-Trek \| + 0 s \| \| \| 5.ª \| Shirin van Anrooij \| Lidl-Trek \| + 0 s \| \| \| 6.ª \| Mischa Bredewold \| SD Worx-Protime \| + 3 s \| \| \| 7.ª \| Anna van der Breggen \| SD Worx-Protime \| + 3 s \| \| \| 8.ª \| Femke Gerritse \| SD Worx-Protime \| + 3 s \| \| \| 9.ª \| Femke Markus \| SD Worx-Protime \| + 3 s \| \| \| 10.ª \| Georgia Baker \| Liv AlUla Jayco \| + 3 s \| \| |                      |                 |            |
| |                      |                 |            |
| Fuente: ProCyclingStats |                      |                 |            |
| Clasificación general |                      |                 |            |
| Ciclista | Ciclista             | Equipo          | Tiempo     |
| 1.ª | Ellen van Dijk       | Lidl-Trek       | 9 min 30 s |
| 2.ª | Riejanne Markus      | Lidl-Trek       | + 0 s      |
| 3.ª | Niamh Fisher-Black   | Lidl-Trek       | + 0 s      |
| 4.ª | Anna Henderson       | Lidl-Trek       | + 0 s      |
| 5.ª | Shirin van Anrooij   | Lidl-Trek       | + 0 s      |
| 6.ª | Mischa Bredewold     | SD Worx-Protime | + 3 s      |
| 7.ª | Anna van der Breggen | SD Worx-Protime | + 3 s      |
| 8.ª | Femke Gerritse       | SD Worx-Protime | + 3 s      |
| 9.ª | Femke Markus         | SD Worx-Protime | + 3 s      |
| 10.ª | Georgia Baker        | Liv AlUla Jayco | + 3 s      |

### 2.ª etapa
| Molins de Rey - San Baudilio de Llobregat | etapa escarpada | (99 km) |

| \| Clasificación de la etapa \| Clasificación de la etapa \| Clasificación de la etapa \| Clasificación de la etapa \| Clasificación de la etapa \| \| Ciclista \| Ciclista \| Equipo \| Tiempo \| \| \| ------------------------- \| ------------------------- \| ------------------------------- \| ------------------------- \| ------------------------- \| \| 1.ª \| Marianne Vos \| Team Visma \\| Lease a Bike \| 2 h 35 min 13 s \| \| \| 2.ª \| Letizia Paternoster \| Liv AlUla Jayco \| + 0 s \| \| \| 3.ª \| Letizia Borghesi \| EF Education-Oatly \| + 0 s \| \| \| 4.ª \| Anna Henderson \| Lidl-Trek \| + 0 s \| \| \| 5.ª \| Monica Trinca Colonel \| Liv AlUla Jayco \| + 0 s \| \| \| 6.ª \| Ally Wollaston \| FDJ-Suez \| + 0 s \| \| \| 7.ª \| Franziska Koch \| Team Picnic PostNL \| + 0 s \| \| \| 8.ª \| Katarzyna Niewiadoma \| Canyon//SRAM zondacrypto \| + 0 s \| \| \| 9.ª \| Cédrine Kerbaol \| EF Education-Oatly \| + 0 s \| \| \| 10.ª \| Laura Tomasi \| Laboral Kutxa-Fundación Euskadi \| + 0 s \| \| |                       |                                 |                 |
| |                       |                                 |                 |
| Fuente: ProCyclingStats |                       |                                 |                 |
| Clasificación de la etapa |                       |                                 |                 |
| Ciclista | Ciclista              | Equipo                          | Tiempo          |
| 1.ª | Marianne Vos          | Team Visma \| Lease a Bike      | 2 h 35 min 13 s |
| 2.ª | Letizia Paternoster   | Liv AlUla Jayco                 | + 0 s           |
| 3.ª | Letizia Borghesi      | EF Education-Oatly              | + 0 s           |
| 4.ª | Anna Henderson        | Lidl-Trek                       | + 0 s           |
| 5.ª | Monica Trinca Colonel | Liv AlUla Jayco                 | + 0 s           |
| 6.ª | Ally Wollaston        | FDJ-Suez                        | + 0 s           |
| 7.ª | Franziska Koch        | Team Picnic PostNL              | + 0 s           |
| 8.ª | Katarzyna Niewiadoma  | Canyon//SRAM zondacrypto        | + 0 s           |
| 9.ª | Cédrine Kerbaol       | EF Education-Oatly              | + 0 s           |
| 10.ª | Laura Tomasi          | Laboral Kutxa-Fundación Euskadi | + 0 s           |

| \| Clasificación general \| Clasificación general \| Clasificación general \| Clasificación general \| Clasificación general \| \| Ciclista \| Ciclista \| Equipo \| Tiempo \| \| \| --------------------- \| --------------------- \| --------------------- \| --------------------- \| --------------------- \| \| 1.ª \| Letizia Paternoster \| Liv AlUla Jayco \| 2 h 44 min 40 s \| \| \| 2.ª \| Femke Gerritse \| SD Worx-Protime \| + 2 s \| \| \| 3.ª \| Anna Henderson \| Lidl-Trek \| + 3 s \| \| \| 4.ª \| Niamh Fisher-Black \| Lidl-Trek \| + 3 s \| \| \| 5.ª \| Riejanne Markus \| Lidl-Trek \| + 3 s \| \| \| 6.ª \| Shirin van Anrooij \| Lidl-Trek \| + 3 s \| \| \| 7.ª \| Monica Trinca Colonel \| Liv AlUla Jayco \| + 6 s \| \| \| 8.ª \| Anna van der Breggen \| SD Worx-Protime \| + 6 s \| \| \| 9.ª \| Mischa Bredewold \| SD Worx-Protime \| + 6 s \| \| \| 10.ª \| Mavi García \| Liv AlUla Jayco \| + 6 s \| \| |                       |                 |                 |
| |                       |                 |                 |
| Fuente: ProCyclingStats |                       |                 |                 |
| Clasificación general |                       |                 |                 |
| Ciclista | Ciclista              | Equipo          | Tiempo          |
| 1.ª | Letizia Paternoster   | Liv AlUla Jayco | 2 h 44 min 40 s |
| 2.ª | Femke Gerritse        | SD Worx-Protime | + 2 s           |
| 3.ª | Anna Henderson        | Lidl-Trek       | + 3 s           |
| 4.ª | Niamh Fisher-Black    | Lidl-Trek       | + 3 s           |
| 5.ª | Riejanne Markus       | Lidl-Trek       | + 3 s           |
| 6.ª | Shirin van Anrooij    | Lidl-Trek       | + 3 s           |
| 7.ª | Monica Trinca Colonel | Liv AlUla Jayco | + 6 s           |
| 8.ª | Anna van der Breggen  | SD Worx-Protime | + 6 s           |
| 9.ª | Mischa Bredewold      | SD Worx-Protime | + 6 s           |
| 10.ª | Mavi García           | Liv AlUla Jayco | + 6 s           |

### 3.ª etapa
| Barbastro - Huesca | etapa llana | (132 km) |

| \| Clasificación de la etapa \| Clasificación de la etapa \| Clasificación de la etapa \| Clasificación de la etapa \| Clasificación de la etapa \| \| Ciclista \| Ciclista \| Equipo \| Tiempo \| \| \| ------------------------- \| ------------------------- \| -------------------------- \| ------------------------- \| ------------------------- \| \| 1.ª \| Femke Gerritse \| SD Worx-Protime \| 3 h 23 min 24 s \| \| \| 2.ª \| Marianne Vos \| Team Visma \\| Lease a Bike \| + 0 s \| \| \| 3.ª \| Linda Zanetti \| Uno-X Mobility \| + 0 s \| \| \| 4.ª \| Mischa Bredewold \| SD Worx-Protime \| + 0 s \| \| \| 5.ª \| Megan Jastrab \| Team Picnic PostNL \| + 0 s \| \| \| 6.ª \| Vittoria Guazzini \| FDJ-Suez \| + 0 s \| \| \| 7.ª \| Letizia Paternoster \| Liv AlUla Jayco \| + 0 s \| \| \| 8.ª \| Katarzyna Niewiadoma \| Canyon//SRAM zondacrypto \| + 0 s \| \| \| 9.ª \| Cat Ferguson \| Movistar Team \| + 0 s \| \| \| 10.ª \| Agnieszka Skalniak \| Canyon//SRAM zondacrypto \| + 0 s \| \| |                      |                            |                 |
| |                      |                            |                 |
| Fuente: ProCyclingStats |                      |                            |                 |
| Clasificación de la etapa |                      |                            |                 |
| Ciclista | Ciclista             | Equipo                     | Tiempo          |
| 1.ª | Femke Gerritse       | SD Worx-Protime            | 3 h 23 min 24 s |
| 2.ª | Marianne Vos         | Team Visma \| Lease a Bike | + 0 s           |
| 3.ª | Linda Zanetti        | Uno-X Mobility             | + 0 s           |
| 4.ª | Mischa Bredewold     | SD Worx-Protime            | + 0 s           |
| 5.ª | Megan Jastrab        | Team Picnic PostNL         | + 0 s           |
| 6.ª | Vittoria Guazzini    | FDJ-Suez                   | + 0 s           |
| 7.ª | Letizia Paternoster  | Liv AlUla Jayco            | + 0 s           |
| 8.ª | Katarzyna Niewiadoma | Canyon//SRAM zondacrypto   | + 0 s           |
| 9.ª | Cat Ferguson         | Movistar Team              | + 0 s           |
| 10.ª | Agnieszka Skalniak   | Canyon//SRAM zondacrypto   | + 0 s           |

| \| Clasificación general \| Clasificación general \| Clasificación general \| Clasificación general \| Clasificación general \| \| Ciclista \| Ciclista \| Equipo \| Tiempo \| \| \| --------------------- \| --------------------- \| -------------------------- \| --------------------- \| --------------------- \| \| 1.ª \| Femke Gerritse \| SD Worx-Protime \| 6 h 07 min 50 s \| \| \| 2.ª \| Marianne Vos \| Team Visma \\| Lease a Bike \| + 12 s \| \| \| 3.ª \| Letizia Paternoster \| Liv AlUla Jayco \| + 12 s \| \| \| 4.ª \| Anna Henderson \| Lidl-Trek \| + 17 s \| \| \| 5.ª \| Riejanne Markus \| Lidl-Trek \| + 17 s \| \| \| 6.ª \| Niamh Fisher-Black \| Lidl-Trek \| + 17 s \| \| \| 7.ª \| Monica Trinca Colonel \| Liv AlUla Jayco \| + 20 s \| \| \| 8.ª \| Mischa Bredewold \| SD Worx-Protime \| + 20 s \| \| \| 9.ª \| Anna van der Breggen \| SD Worx-Protime \| + 20 s \| \| \| 10.ª \| Mavi García \| Liv AlUla Jayco \| + 20 s \| \| |                       |                            |                 |
| |                       |                            |                 |
| Fuente: ProCyclingStats |                       |                            |                 |
| Clasificación general |                       |                            |                 |
| Ciclista | Ciclista              | Equipo                     | Tiempo          |
| 1.ª | Femke Gerritse        | SD Worx-Protime            | 6 h 07 min 50 s |
| 2.ª | Marianne Vos          | Team Visma \| Lease a Bike | + 12 s          |
| 3.ª | Letizia Paternoster   | Liv AlUla Jayco            | + 12 s          |
| 4.ª | Anna Henderson        | Lidl-Trek                  | + 17 s          |
| 5.ª | Riejanne Markus       | Lidl-Trek                  | + 17 s          |
| 6.ª | Niamh Fisher-Black    | Lidl-Trek                  | + 17 s          |
| 7.ª | Monica Trinca Colonel | Liv AlUla Jayco            | + 20 s          |
| 8.ª | Mischa Bredewold      | SD Worx-Protime            | + 20 s          |
| 9.ª | Anna van der Breggen  | SD Worx-Protime            | + 20 s          |
| 10.ª | Mavi García           | Liv AlUla Jayco            | + 20 s          |

### 4.ª etapa
| Pedrola - Borja | etapa de media montaña | (111 km) |

| \| Clasificación de la etapa \| Clasificación de la etapa \| Clasificación de la etapa \| Clasificación de la etapa \| Clasificación de la etapa \| \| Ciclista \| Ciclista \| Equipo \| Tiempo \| \| \| ------------------------- \| ------------------------- \| -------------------------- \| ------------------------- \| ------------------------- \| \| 1.ª \| Anna van der Breggen \| SD Worx-Protime \| 2 h 49 min 55 s \| \| \| 2.ª \| Marianne Vos \| Team Visma \\| Lease a Bike \| + 12 s \| \| \| 3.ª \| Demi Vollering \| FDJ-Suez \| + 12 s \| \| \| 4.ª \| Monica Trinca Colonel \| Liv AlUla Jayco \| + 12 s \| \| \| 5.ª \| Cédrine Kerbaol \| EF Education-Oatly \| + 12 s \| \| \| 6.ª \| Liane Lippert \| Movistar Team \| + 12 s \| \| \| 7.ª \| Femke Gerritse \| SD Worx-Protime \| + 12 s \| \| \| 8.ª \| Marlen Reusser \| Movistar Team \| + 12 s \| \| \| 9.ª \| Katarzyna Niewiadoma \| Canyon//SRAM zondacrypto \| + 12 s \| \| \| 10.ª \| Riejanne Markus \| Lidl-Trek \| + 12 s \| \| |                       |                            |                 |
| |                       |                            |                 |
| Fuente: ProCyclingStats |                       |                            |                 |
| Clasificación de la etapa |                       |                            |                 |
| Ciclista | Ciclista              | Equipo                     | Tiempo          |
| 1.ª | Anna van der Breggen  | SD Worx-Protime            | 2 h 49 min 55 s |
| 2.ª | Marianne Vos          | Team Visma \| Lease a Bike | + 12 s          |
| 3.ª | Demi Vollering        | FDJ-Suez                   | + 12 s          |
| 4.ª | Monica Trinca Colonel | Liv AlUla Jayco            | + 12 s          |
| 5.ª | Cédrine Kerbaol       | EF Education-Oatly         | + 12 s          |
| 6.ª | Liane Lippert         | Movistar Team              | + 12 s          |
| 7.ª | Femke Gerritse        | SD Worx-Protime            | + 12 s          |
| 8.ª | Marlen Reusser        | Movistar Team              | + 12 s          |
| 9.ª | Katarzyna Niewiadoma  | Canyon//SRAM zondacrypto   | + 12 s          |
| 10.ª | Riejanne Markus       | Lidl-Trek                  | + 12 s          |

| \| Clasificación general \| Clasificación general \| Clasificación general \| Clasificación general \| Clasificación general \| \| Ciclista \| Ciclista \| Equipo \| Tiempo \| \| \| --------------------- \| --------------------- \| -------------------------- \| --------------------- \| --------------------- \| \| 1.ª \| Femke Gerritse \| SD Worx-Protime \| 8 h 57 min 51 s \| \| \| 2.ª \| Anna van der Breggen \| SD Worx-Protime \| + 4 s \| \| \| 3.ª \| Marianne Vos \| Team Visma \\| Lease a Bike \| + 10 s \| \| \| 4.ª \| Demi Vollering \| FDJ-Suez \| + 21 s \| \| \| 5.ª \| Riejanne Markus \| Lidl-Trek \| + 23 s \| \| \| 6.ª \| Niamh Fisher-Black \| Lidl-Trek \| + 23 s \| \| \| 7.ª \| Monica Trinca Colonel \| Liv AlUla Jayco \| + 26 s \| \| \| 8.ª \| Mischa Bredewold \| SD Worx-Protime \| + 26 s \| \| \| 9.ª \| Mavi García \| Liv AlUla Jayco \| + 26 s \| \| \| 10.ª \| Évita Muzic \| FDJ-Suez \| + 29 s \| \| |                       |                            |                 |
| |                       |                            |                 |
| Fuente: ProCyclingStats |                       |                            |                 |
| Clasificación general |                       |                            |                 |
| Ciclista | Ciclista              | Equipo                     | Tiempo          |
| 1.ª | Femke Gerritse        | SD Worx-Protime            | 8 h 57 min 51 s |
| 2.ª | Anna van der Breggen  | SD Worx-Protime            | + 4 s           |
| 3.ª | Marianne Vos          | Team Visma \| Lease a Bike | + 10 s          |
| 4.ª | Demi Vollering        | FDJ-Suez                   | + 21 s          |
| 5.ª | Riejanne Markus       | Lidl-Trek                  | + 23 s          |
| 6.ª | Niamh Fisher-Black    | Lidl-Trek                  | + 23 s          |
| 7.ª | Monica Trinca Colonel | Liv AlUla Jayco            | + 26 s          |
| 8.ª | Mischa Bredewold      | SD Worx-Protime            | + 26 s          |
| 9.ª | Mavi García           | Liv AlUla Jayco            | + 26 s          |
| 10.ª | Évita Muzic           | FDJ-Suez                   | + 29 s          |

### 5.ª etapa
| Golmayo - Lagunas de Neila | etapa de montaña | (120 km) |

| \| Clasificación de la etapa \| Clasificación de la etapa \| Clasificación de la etapa \| Clasificación de la etapa \| Clasificación de la etapa \| \| Ciclista \| Ciclista \| Equipo \| Tiempo \| \| \| ------------------------- \| ------------------------- \| ------------------------------- \| ------------------------- \| ------------------------- \| \| 1.ª \| Demi Vollering \| FDJ-Suez \| 3 h 19 min 57 s \| \| \| 2.ª \| Marlen Reusser \| Movistar Team \| + 24 s \| \| \| 3.ª \| Anna van der Breggen \| SD Worx-Protime \| + 56 s \| \| \| 4.ª \| Pauliena Rooijakkers \| Fenix-Deceuninck \| + 1 min 10 s \| \| \| 5.ª \| Usoa Ostolaza \| Laboral Kutxa-Fundación Euskadi \| + 1 min 20 s \| \| \| 6.ª \| Cédrine Kerbaol \| EF Education-Oatly \| + 1 min 23 s \| \| \| 7.ª \| Marion Bunel \| Team Visma \\| Lease a Bike \| + 1 min 27 s \| \| \| 8.ª \| Juliette Labous \| FDJ-Suez \| + 1 min 51 s \| \| \| 9.ª \| Riejanne Markus \| Lidl-Trek \| + 1 min 53 s \| \| \| 10.ª \| Valentina Cavallar \| Arkéa-B&B Hotels Women \| + 2 min 01 s \| \| |                      |                                 |                 |
| |                      |                                 |                 |
| Fuente: ProCyclingStats |                      |                                 |                 |
| Clasificación de la etapa |                      |                                 |                 |
| Ciclista | Ciclista             | Equipo                          | Tiempo          |
| 1.ª | Demi Vollering       | FDJ-Suez                        | 3 h 19 min 57 s |
| 2.ª | Marlen Reusser       | Movistar Team                   | + 24 s          |
| 3.ª | Anna van der Breggen | SD Worx-Protime                 | + 56 s          |
| 4.ª | Pauliena Rooijakkers | Fenix-Deceuninck                | + 1 min 10 s    |
| 5.ª | Usoa Ostolaza        | Laboral Kutxa-Fundación Euskadi | + 1 min 20 s    |
| 6.ª | Cédrine Kerbaol      | EF Education-Oatly              | + 1 min 23 s    |
| 7.ª | Marion Bunel         | Team Visma \| Lease a Bike      | + 1 min 27 s    |
| 8.ª | Juliette Labous      | FDJ-Suez                        | + 1 min 51 s    |
| 9.ª | Riejanne Markus      | Lidl-Trek                       | + 1 min 53 s    |
| 10.ª | Valentina Cavallar   | Arkéa-B&B Hotels Women          | + 2 min 01 s    |

| \| Clasificación general \| Clasificación general \| Clasificación general \| Clasificación general \| Clasificación general \| \| Ciclista \| Ciclista \| Equipo \| Tiempo \| \| \| --------------------- \| --------------------- \| ------------------------------- \| --------------------- \| --------------------- \| \| 1.ª \| Demi Vollering \| FDJ-Suez \| 12 h 17 min 59 s \| \| \| 2.ª \| Anna van der Breggen \| SD Worx-Protime \| + 45 s \| \| \| 3.ª \| Marlen Reusser \| Movistar Team \| + 46 s \| \| \| 4.ª \| Cédrine Kerbaol \| EF Education-Oatly \| + 1 min 49 s \| \| \| 5.ª \| Riejanne Markus \| Lidl-Trek \| + 2 min 05 s \| \| \| 6.ª \| Juliette Labous \| FDJ-Suez \| + 2 min 09 s \| \| \| 7.ª \| Niamh Fisher-Black \| Lidl-Trek \| + 2 min 19 s \| \| \| 8.ª \| Usoa Ostolaza \| Laboral Kutxa-Fundación Euskadi \| + 2 min 26 s \| \| \| 9.ª \| Monica Trinca Colonel \| Liv AlUla Jayco \| + 2 min 35 s \| \| \| 10.ª \| Yara Kastelijn \| Fenix-Deceuninck \| + 2 min 57 s \| \| |                       |                                 |                  |
| |                       |                                 |                  |
| Fuente: ProCyclingStats |                       |                                 |                  |
| Clasificación general |                       |                                 |                  |
| Ciclista | Ciclista              | Equipo                          | Tiempo           |
| 1.ª | Demi Vollering        | FDJ-Suez                        | 12 h 17 min 59 s |
| 2.ª | Anna van der Breggen  | SD Worx-Protime                 | + 45 s           |
| 3.ª | Marlen Reusser        | Movistar Team                   | + 46 s           |
| 4.ª | Cédrine Kerbaol       | EF Education-Oatly              | + 1 min 49 s     |
| 5.ª | Riejanne Markus       | Lidl-Trek                       | + 2 min 05 s     |
| 6.ª | Juliette Labous       | FDJ-Suez                        | + 2 min 09 s     |
| 7.ª | Niamh Fisher-Black    | Lidl-Trek                       | + 2 min 19 s     |
| 8.ª | Usoa Ostolaza         | Laboral Kutxa-Fundación Euskadi | + 2 min 26 s     |
| 9.ª | Monica Trinca Colonel | Liv AlUla Jayco                 | + 2 min 35 s     |
| 10.ª | Yara Kastelijn        | Fenix-Deceuninck                | + 2 min 57 s     |

### 6.ª etapa
| Becerril de Campos - Baltanás | etapa llana | (126 km) |

| \| Clasificación de la etapa \| Clasificación de la etapa \| Clasificación de la etapa \| Clasificación de la etapa \| Clasificación de la etapa \| \| Ciclista \| Ciclista \| Equipo \| Tiempo \| \| \| ------------------------- \| ------------------------- \| ------------------------------- \| ------------------------- \| ------------------------- \| \| 1.ª \| Marianne Vos \| Team Visma \\| Lease a Bike \| 3 h 00 min 09 s \| \| \| 2.ª \| Mischa Bredewold \| SD Worx-Protime \| + 0 s \| \| \| 3.ª \| Ally Wollaston \| FDJ-Suez \| + 0 s \| \| \| 4.ª \| Lara Gillespie \| UAE Team ADQ \| + 0 s \| \| \| 5.ª \| Nicole Steigenga \| AG Insurance-Soudal Team \| + 0 s \| \| \| 6.ª \| Agnieszka Skalniak \| Canyon//SRAM zondacrypto \| + 0 s \| \| \| 7.ª \| Cat Ferguson \| Movistar Team \| + 0 s \| \| \| 8.ª \| Megan Jastrab \| Team Picnic PostNL \| + 0 s \| \| \| 9.ª \| Usoa Ostolaza \| Laboral Kutxa-Fundación Euskadi \| + 0 s \| \| \| 10.ª \| Imogen Wolff \| Team Visma \\| Lease a Bike \| + 0 s \| \| |                    |                                 |                 |
| |                    |                                 |                 |
| Fuente: ProCyclingStats |                    |                                 |                 |
| Clasificación de la etapa |                    |                                 |                 |
| Ciclista | Ciclista           | Equipo                          | Tiempo          |
| 1.ª | Marianne Vos       | Team Visma \| Lease a Bike      | 3 h 00 min 09 s |
| 2.ª | Mischa Bredewold   | SD Worx-Protime                 | + 0 s           |
| 3.ª | Ally Wollaston     | FDJ-Suez                        | + 0 s           |
| 4.ª | Lara Gillespie     | UAE Team ADQ                    | + 0 s           |
| 5.ª | Nicole Steigenga   | AG Insurance-Soudal Team        | + 0 s           |
| 6.ª | Agnieszka Skalniak | Canyon//SRAM zondacrypto        | + 0 s           |
| 7.ª | Cat Ferguson       | Movistar Team                   | + 0 s           |
| 8.ª | Megan Jastrab      | Team Picnic PostNL              | + 0 s           |
| 9.ª | Usoa Ostolaza      | Laboral Kutxa-Fundación Euskadi | + 0 s           |
| 10.ª | Imogen Wolff       | Team Visma \| Lease a Bike      | + 0 s           |

| \| Clasificación general \| Clasificación general \| Clasificación general \| Clasificación general \| Clasificación general \| \| Ciclista \| Ciclista \| Equipo \| Tiempo \| \| \| --------------------- \| --------------------- \| ------------------------------- \| --------------------- \| --------------------- \| \| 1.ª \| Demi Vollering \| FDJ-Suez \| 15 h 18 min 08 s \| \| \| 2.ª \| Anna van der Breggen \| SD Worx-Protime \| + 45 s \| \| \| 3.ª \| Marlen Reusser \| Movistar Team \| + 46 s \| \| \| 4.ª \| Cédrine Kerbaol \| EF Education-Oatly \| + 1 min 49 s \| \| \| 5.ª \| Riejanne Markus \| Lidl-Trek \| + 2 min 05 s \| \| \| 6.ª \| Juliette Labous \| FDJ-Suez \| + 2 min 09 s \| \| \| 7.ª \| Niamh Fisher-Black \| Lidl-Trek \| + 2 min 19 s \| \| \| 8.ª \| Usoa Ostolaza \| Laboral Kutxa-Fundación Euskadi \| + 2 min 26 s \| \| \| 9.ª \| Monica Trinca Colonel \| Liv AlUla Jayco \| + 2 min 35 s \| \| \| 10.ª \| Yara Kastelijn \| Fenix-Deceuninck \| + 2 min 57 s \| \| |                       |                                 |                  |
| |                       |                                 |                  |
| Fuente: ProCyclingStats |                       |                                 |                  |
| Clasificación general |                       |                                 |                  |
| Ciclista | Ciclista              | Equipo                          | Tiempo           |
| 1.ª | Demi Vollering        | FDJ-Suez                        | 15 h 18 min 08 s |
| 2.ª | Anna van der Breggen  | SD Worx-Protime                 | + 45 s           |
| 3.ª | Marlen Reusser        | Movistar Team                   | + 46 s           |
| 4.ª | Cédrine Kerbaol       | EF Education-Oatly              | + 1 min 49 s     |
| 5.ª | Riejanne Markus       | Lidl-Trek                       | + 2 min 05 s     |
| 6.ª | Juliette Labous       | FDJ-Suez                        | + 2 min 09 s     |
| 7.ª | Niamh Fisher-Black    | Lidl-Trek                       | + 2 min 19 s     |
| 8.ª | Usoa Ostolaza         | Laboral Kutxa-Fundación Euskadi | + 2 min 26 s     |
| 9.ª | Monica Trinca Colonel | Liv AlUla Jayco                 | + 2 min 35 s     |
| 10.ª | Yara Kastelijn        | Fenix-Deceuninck                | + 2 min 57 s     |

### 7.ª etapa
| La Robla - Alto de Cotobello | etapa de montaña | (152 km) |

| \| Clasificación de la etapa \| Clasificación de la etapa \| Clasificación de la etapa \| Clasificación de la etapa \| Clasificación de la etapa \| \| Ciclista \| Ciclista \| Equipo \| Tiempo \| \| \| ------------------------- \| ------------------------- \| -------------------------- \| ------------------------- \| ------------------------- \| \| 1.ª \| Demi Vollering \| FDJ-Suez \| 4 h 23 min 34 s \| \| \| 2.ª \| Marlen Reusser \| Movistar Team \| + 11 s \| \| \| 3.ª \| Anna van der Breggen \| SD Worx-Protime \| + 25 s \| \| \| 4.ª \| Cédrine Kerbaol \| EF Education-Oatly \| + 35 s \| \| \| 5.ª \| Niamh Fisher-Black \| Lidl-Trek \| + 56 s \| \| \| 6.ª \| Juliette Labous \| FDJ-Suez \| + 1 min 05 s \| \| \| 7.ª \| Monica Trinca Colonel \| Liv AlUla Jayco \| + 1 min 22 s \| \| \| 8.ª \| Évita Muzic \| FDJ-Suez \| + 1 min 42 s \| \| \| 9.ª \| Marion Bunel \| Team Visma \\| Lease a Bike \| + 1 min 52 s \| \| \| 10.ª \| Nienke Vinke \| Team Picnic PostNL \| + 2 min 06 s \| \| |                       |                            |                 |
| |                       |                            |                 |
| Fuente: ProCyclingStats |                       |                            |                 |
| Clasificación de la etapa |                       |                            |                 |
| Ciclista | Ciclista              | Equipo                     | Tiempo          |
| 1.ª | Demi Vollering        | FDJ-Suez                   | 4 h 23 min 34 s |
| 2.ª | Marlen Reusser        | Movistar Team              | + 11 s          |
| 3.ª | Anna van der Breggen  | SD Worx-Protime            | + 25 s          |
| 4.ª | Cédrine Kerbaol       | EF Education-Oatly         | + 35 s          |
| 5.ª | Niamh Fisher-Black    | Lidl-Trek                  | + 56 s          |
| 6.ª | Juliette Labous       | FDJ-Suez                   | + 1 min 05 s    |
| 7.ª | Monica Trinca Colonel | Liv AlUla Jayco            | + 1 min 22 s    |
| 8.ª | Évita Muzic           | FDJ-Suez                   | + 1 min 42 s    |
| 9.ª | Marion Bunel          | Team Visma \| Lease a Bike | + 1 min 52 s    |
| 10.ª | Nienke Vinke          | Team Picnic PostNL         | + 2 min 06 s    |

## Clasificaciones finales
Las clasificaciones finalizaron de la siguiente forma:

### Clasificación general
| \| Clasificación general \| Clasificación general \| Clasificación general \| Clasificación general \| Clasificación general \| \| Ciclista \| Ciclista \| Equipo \| Tiempo \| \| \| --------------------- \| ---------------------- \| ------------------------------- \| --------------------- \| --------------------- \| \| 1.ª \| Demi Vollering \| FDJ-Suez \| 19 h 41 min 32 s \| \| \| 2.ª \| Marlen Reusser \| Movistar Team \| + 1 min 01 s \| \| \| 3.ª \| Anna van der Breggen \| SD Worx-Protime \| + 1 min 16 s \| \| \| 4.ª \| Cédrine Kerbaol \| EF Education-Oatly \| + 2 min 34 s \| \| \| 5.ª \| Juliette Labous \| FDJ-Suez \| + 3 min 24 s \| \| \| 6.ª \| Niamh Fisher-Black \| Lidl-Trek \| + 3 min 25 s \| \| \| 7.ª \| Monica Trinca Colonel \| Liv AlUla Jayco \| + 4 min 07 s \| \| \| 8.ª \| Yara Kastelijn \| Fenix-Deceuninck \| + 5 min 20 s \| \| \| 9.ª \| Nienke Vinke \| Team Picnic PostNL \| + 5 min 40 s \| \| \| 10.ª \| Évita Muzic \| FDJ-Suez \| + 5 min 41 s \| \| \| 11.ª \| Katarzyna Niewiadoma \| Canyon//SRAM zondacrypto \| + 5 min 57 s \| \| \| 12.ª \| Usoa Ostolaza \| Laboral Kutxa-Fundación Euskadi \| + 5 min 57 s \| \| \| 13.ª \| Riejanne Markus \| Lidl-Trek \| + 6 min 07 s \| \| \| 14.ª \| Mareille Meijering \| Movistar Team \| + 7 min 03 s \| \| \| 15.ª \| Ashleigh Moolman-Pasio \| AG Insurance-Soudal Team \| + 7 min 28 s \| \| \| 16.ª \| Thalita De Jong \| Human Powered Health \| + 7 min 49 s \| \| \| 17.ª \| Eleonora Ciabocco \| Team Picnic PostNL \| + 7 min 53 s \| \| \| 18.ª \| Mavi García \| Liv AlUla Jayco \| + 8 min 07 s \| \| \| 19.ª \| Katrine Aalerud \| Uno-X Mobility \| + 8 min 20 s \| \| \| 20.ª \| Shirin van Anrooij \| Lidl-Trek \| + 9 min 18 s \| \| |                        |                                 |                  |
| |                        |                                 |                  |
| Fuente: ProCyclingStats |                        |                                 |                  |
| Clasificación general |                        |                                 |                  |
| Ciclista | Ciclista               | Equipo                          | Tiempo           |
| 1.ª | Demi Vollering         | FDJ-Suez                        | 19 h 41 min 32 s |
| 2.ª | Marlen Reusser         | Movistar Team                   | + 1 min 01 s     |
| 3.ª | Anna van der Breggen   | SD Worx-Protime                 | + 1 min 16 s     |
| 4.ª | Cédrine Kerbaol        | EF Education-Oatly              | + 2 min 34 s     |
| 5.ª | Juliette Labous        | FDJ-Suez                        | + 3 min 24 s     |
| 6.ª | Niamh Fisher-Black     | Lidl-Trek                       | + 3 min 25 s     |
| 7.ª | Monica Trinca Colonel  | Liv AlUla Jayco                 | + 4 min 07 s     |
| 8.ª | Yara Kastelijn         | Fenix-Deceuninck                | + 5 min 20 s     |
| 9.ª | Nienke Vinke           | Team Picnic PostNL              | + 5 min 40 s     |
| 10.ª | Évita Muzic            | FDJ-Suez                        | + 5 min 41 s     |
| 11.ª | Katarzyna Niewiadoma   | Canyon//SRAM zondacrypto        | + 5 min 57 s     |
| 12.ª | Usoa Ostolaza          | Laboral Kutxa-Fundación Euskadi | + 5 min 57 s     |
| 13.ª | Riejanne Markus        | Lidl-Trek                       | + 6 min 07 s     |
| 14.ª | Mareille Meijering     | Movistar Team                   | + 7 min 03 s     |
| 15.ª | Ashleigh Moolman-Pasio | AG Insurance-Soudal Team        | + 7 min 28 s     |
| 16.ª | Thalita De Jong        | Human Powered Health            | + 7 min 49 s     |
| 17.ª | Eleonora Ciabocco      | Team Picnic PostNL              | + 7 min 53 s     |
| 18.ª | Mavi García            | Liv AlUla Jayco                 | + 8 min 07 s     |
| 19.ª | Katrine Aalerud        | Uno-X Mobility                  | + 8 min 20 s     |
| 20.ª | Shirin van Anrooij     | Lidl-Trek                       | + 9 min 18 s     |

### Clasificación por puntos
| Clasificación por puntos | Clasificación por puntos | Clasificación por puntos   | Clasificación por puntos | Clasificación por puntos |
| Ciclista                 | Ciclista                 | Equipo                     | Puntos                   |                          |
| ------------------------ | ------------------------ | -------------------------- | ------------------------ | ------------------------ |
| 1.ª                      | Marianne Vos             | Team Visma \| Lease a Bike | 245 pts                  |                          |
| 2.ª                      | Demi Vollering           | FDJ-Suez                   | 149 pts                  |                          |
| 3.ª                      | Femke Gerritse           | SD Worx-Protime            | 132 pts                  |                          |
| 4.ª                      | Marlen Reusser           | Movistar Team              | 96 pts                   |                          |
| 5.ª                      | Anna van der Breggen     | SD Worx-Protime            | 91 pts                   |                          |
| 6.ª                      | Cédrine Kerbaol          | EF Education-Oatly         | 83 pts                   |                          |
| 7.ª                      | Mischa Bredewold         | SD Worx-Protime            | 60 pts                   |                          |
| 8.ª                      | Letizia Paternoster      | Liv AlUla Jayco            | 57 pts                   |                          |
| 9.ª                      | Monica Trinca Colonel    | Liv AlUla Jayco            | 50 pts                   |                          |
| 10.ª                     | Agnieszka Skalniak       | Canyon//SRAM zondacrypto   | 46 pts                   |                          |

### Clasificación de la montaña
| Clasificación de la montaña | Clasificación de la montaña | Clasificación de la montaña     | Clasificación de la montaña | Clasificación de la montaña |
| Ciclista                    | Ciclista                    | Equipo                          | Puntos                      |                             |
| --------------------------- | --------------------------- | ------------------------------- | --------------------------- | --------------------------- |
| 1.ª                         | Demi Vollering              | FDJ-Suez                        | 48 pts                      |                             |
| 2.ª                         | Marlen Reusser              | Movistar Team                   | 37 pts                      |                             |
| 3.ª                         | Évita Muzic                 | FDJ-Suez                        | 36 pts                      |                             |
| 4.ª                         | Femke de Vries              | Team Visma \| Lease a Bike      | 22 pts                      |                             |
| 5.ª                         | Anna van der Breggen        | SD Worx-Protime                 | 20 pts                      |                             |
| 6.ª                         | Justine Ghekiere            | AG Insurance-Soudal Team        | 18 pts                      |                             |
| 7.ª                         | Niamh Fisher-Black          | Lidl-Trek                       | 16 pts                      |                             |
| 8.ª                         | Cédrine Kerbaol             | EF Education-Oatly              | 12 pts                      |                             |
| 9.ª                         | Juliette Labous             | FDJ-Suez                        | 12 pts                      |                             |
| 10.ª                        | Ane Santesteban             | Laboral Kutxa-Fundación Euskadi | 10 pts                      |                             |

### Clasificación por equipos
| Clasificación por equipos | Clasificación por equipos       | Clasificación por equipos | Clasificación por equipos |
| Equipo                    | Equipo                          | Tiempo                    |                           |
| ------------------------- | ------------------------------- | ------------------------- | ------------------------- |
| 1.º                       | FDJ-Suez                        | 58 h 54 min 57 s          |                           |
| 2.º                       | Lidl-Trek                       | + 9 min 09 s              |                           |
| 3.º                       | Team Picnic PostNL              | + 17 min 39 s             |                           |
| 4.º                       | Team Visma \| Lease a Bike      | + 23 min 01 s             |                           |
| 5.º                       | Human Powered Health            | + 23 min 34 s             |                           |
| 6.º                       | Movistar Team                   | + 24 min 43 s             |                           |
| 7.º                       | Liv AlUla Jayco                 | + 37 min 01 s             |                           |
| 8.º                       | Team SD Worx-Protime            | + 37 min 02 s             |                           |
| 9.º                       | Laboral Kutxa-Fundación Euskadi | + 40 min 14 s             |                           |
| 10.º                      | EF Education-Oatly              | + 41 min 52 s             |                           |

## Evolución de las clasificaciones
| Etapa                   |                          | Ganador _            | Clasificación general | Puntos       | Montaña         | Combatividad _       | Equipo _             |
| ----------------------- | ------------------------ | -------------------- | --------------------- | ------------ | --------------- | -------------------- | -------------------- |
| 1.ª etapa               | contrarreloj por equipos | Lidl-Trek            | Ellen van Dijk        | no otorgado  | no otorgado     | no otorgado          | Lidl-Trek            |
| 2.ª etapa               | etapa escarpada          | Marianne Vos         | Letizia Paternoster   | Marianne Vos | Ane Santesteban | Elena Cecchini       | Lidl-Trek            |
| 3.ª etapa               | etapa llana              | Femke Gerritse       | Femke Gerritse        | Marianne Vos | Ane Santesteban | Maaike Coljé         | Lidl-Trek            |
| 4.ª etapa               | etapa de media montaña   | Anna van der Breggen | Femke Gerritse        | Marianne Vos | Évita Muzic     | India Grangier       | Team SD Worx-Protime |
| 5.ª etapa               | etapa de montaña         | Demi Vollering       | Demi Vollering        | Marianne Vos | Demi Vollering  | Arianna Fidanza      | FDJ-Suez             |
| 6.ª etapa               | etapa llana              | Marianne Vos         | Demi Vollering        | Marianne Vos | Demi Vollering  | Nicole Steigenga     | FDJ-Suez             |
| 7.ª etapa               | etapa de montaña         | Demi Vollering       | Demi Vollering        | Marianne Vos | Demi Vollering  | Anna van der Breggen | FDJ-Suez             |
| Clasificaciones finales | Clasificaciones finales  |                      | Demi Vollering        | Marianne Vos | Demi Vollering  | Anna van der Breggen | FDJ-Suez             |

## Ciclistas participantes y posiciones finales
Convenciones:
- AB-N: Abandono en la etapa "N"
- FLT-N: Retiro por llegada fuera del límite de tiempo en la etapa "N"
- NTS-N: No tomó la salida para la etapa "N"
- DES-N: Descalificado o expulsado en la etapa "N"